# Benny Johnson
Benny Johnson (27 de mayo de 1987) es un columnista político estadounidense que actualmente se desempeña como director creativo en Turning Point USA. Johnson saltó a la fama por primera vez como redactor miembro del personal de BuzzFeed, hasta que fue despedido tras las revelaciones de que muchos de sus artículos publicados habían sido plagiados.
Johnson es actualmente el presentador de The Benny Report en Newsmax TV. Johnson también es empleado de The Daily Caller.

## Primeros años y educación
Johnson creció en Cedar Rapids, Iowa, y asistió a la Universidad de Iowa. Se especializó en psicología del desarrollo en 2009.

## Carrera

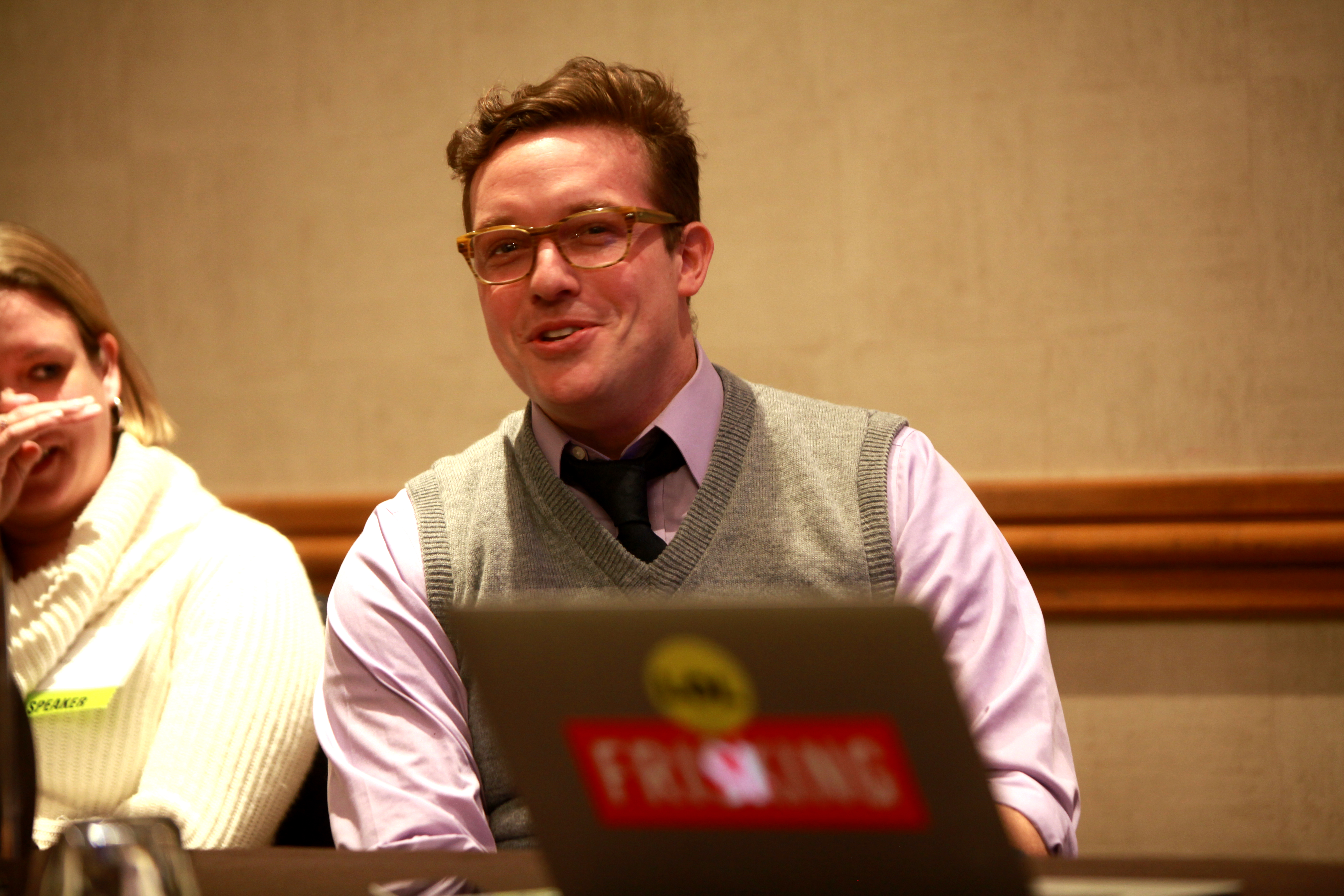
Benny Johnson hablando en la Conferencia de Estudiantes Internacionales por la Libertad (ISFLC) de 2014 en Washington D. C..

En 2010, Johnson comenzó a contribuir con artículos de opinión al sitio web de opinión Breitbart News. En 2011 fue contratado como trabajador de tiempo completo para TheBlaze de Glenn Beck, un sitio web de medios conservador.
En 2012, Johnson se convirtió en redactor miembro del personal de BuzzFeed. En julio de 2014, BuzzFeed encontró 41 casos de plagio en los escritos de Johnson, que comprenden casi el diez por ciento de su trabajo. Posteriormente fue despedido de BuzzFeed y se disculpó por el plagio.
Unas semanas más tarde a su despido de BuzzFeed, se convirtió en director digital de National Review. En 2015, unos meses después de que National Review lo contratara, se unió a Independent Journal Review (IJR) como colaborador de contenido creativo. Más tarde ese año, el personal de IJR acusó a Johnson de plagiar un artículo sobre la entonces presidenta de la Conferencia Republicana de la Cámara de Representantes, Cathy McMorris Rodgers. A fines de 2017, Johnson escribió un artículo que contenía los tuits más controvertidos de lo que él pensaba que era la cuenta de Twitter de Antifa de Boston. En realidad, era una cuenta falsa destinada a satirizar a Antifa. Inicialmente se agregó una nota editorial y luego se eliminó el artículo.
En 2017, Johnson fue suspendido por IJR después de la participación de Johnson en un artículo que afirmaba que el bloqueo parcial del juez Derrick Watson de la Orden Ejecutiva 13780 estaba relacionado con la visita del expresidente Barack Obama a Hawái. Johnson había sido advertido de que IJR podría estar promoviendo una teoría de conspiración, pero le asignó la historia de todos modos. Más tarde ese año, Johnson fue degradado por violar la ética empresarial de IJR; Business Insider informó que Johnson había sido verbalmente abusivo y había alejado a numerosos empleados del IJR debido a su estilo de gestión. La relación de Johnson e IJR terminó en octubre de 2017.
Johnson se unió a The Daily Caller en noviembre de 2017.